# Delovi
Delovi falu Horvátországban Kapronca-Kőrös megyében. Közigazgatásilag Novigrad Podravskihoz tartozik.

## Fekvése
Kaproncától 12 km-re délkeletre, községközpontjától 4 km-re északra a drávamenti főút közelében fekszik.

## Története
A zágrábi káptalan helyzetéről írt 1334. évi  jelentés az akkori Komarnica környékén két plébániát említ. Az egyik Szűz Máriának, a másik Szent Györgynek a nevét viselte. A Szűz Mária plébániát történészek a mai Novigrad Podravskival azonosítják. F. Brdarić ivaneci plébános és történész a Szent György plébániát a mai Delovi faluban keresi míg mások, mint B. Madjer a Novigradtól nyugatra fekvő Srdinaccal hozza kapcsolatba.
A falunak 1857-ben 413, 1910-ben 483 lakosa volt. Trianonig Belovár-Kőrös vármegye Kaproncai járásához tartozott. 2001-ben a 272 lakosa volt.

## Külső hivatkozások
- Novigrad Podravski község hivatalos oldala
- Horvát történelmi portál – Egykori katolikus plébániák Komarnica (Novigrad Podravski) környékén[halott link]